# Antillotyphlops richardi
Antillotyphlops richardi — вид змій родини сліпунів (Typhlopidae). Мешкає на Віргінських островах.

## Поширення і екологія
Antillotyphlops richardi мешкають на багатьох Американських і Британських Віргінських островах. Вони живуть в сухих і вологих тропічних лісах, трапляються в садах. Живляться личинками і яйцями термітів.

## Збереження
МСОП класифікує стан збереження цього виду як близький до загрозливого. Antillotyphlops richardi загрожує знищення природного середовища.